# وادي الخسف الكبير، إثيوبيا

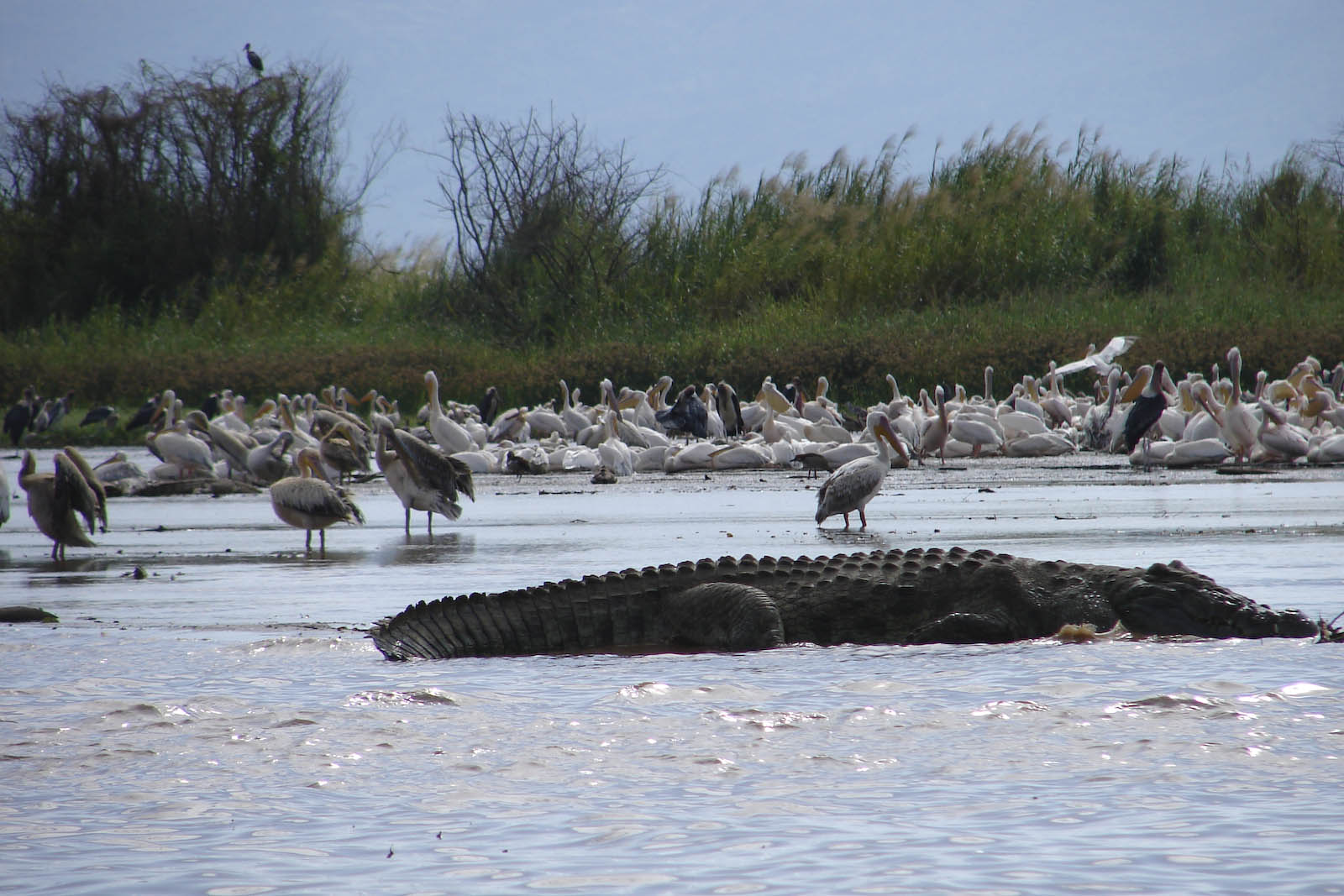
تمساح وبجع في بحيرة تشامو، إحدى بحيرات وادي الخسف في الخسف الإثيوبي

وادي الخسف الكبير في إثيوبيا (أو وادي الخسف الإثيوبي الرئيسي أو وادي الخسف الإثيوبي) هو فرع من وادي الخسف في شرق إفريقيا الذي يمر عبر إثيوبيا في اتجاه الجنوب الغربي من تقاطع عفار الثلاثي. في الماضي، كان يُنظر إليه على أنه جزء من "الوادي المتصدع الكبير" الذي يمتد من موزمبيق إلى سوريا. يُعرف وادي الخسف بمناظره الطبيعية والحياة البرية المتنوعة في إثيوبيا على وجه التحديد، وله أهمية في مجال التطور البشري. وهو معترف به كمنطقة لبحث مراحل التطور البشري مع اكتشاف حفريات هامه مثل لوسي (أوسترالوبيثيكوس أفارينيسيس) داخل حدوده.

## الوصف
يقع وادي الخسف الكبير بين الهضبة الإثيوبية إلى الشمال وهضبة الصومال إلى الجنوب. تطور الخسف عندما بدأت الصفيحتان النوبية والصومالية في الانفصال خلال العصر الميوسيني على طول نظام خسف شرق إفريقيا. كان بدء الخسف غير متزامن على طول وادي الخسف الإثيوبي: بدأ التشوه منذ حوالي 18 مليون سنة في الطرف الجنوبي، ومنذ حوالي 11 مليون سنة بالقرب من منخفض عفار وربما منذ حوالي 6-8 مليون سنة في القطاع الأوسط. يمتد الخسف في اتجاه شرق جنوب شرق-غرب شمال غرب بمعدل حوالي 5-7 ملم (0.20-0.28 بوصة) سنويًا.
يبلغ عرض وادي الخسف الإثيوبي حوالي 80 كيلومترًا (50 ميلًا) ويحده من كلا الهوامش فلوق طبيعية كبيرة ومتقطعة تؤدي إلى ظهور منحدرات تكتونية رئيسية تفصل قاع الخسف عن الهضاب المحيطة. يُعتقد الآن أن هذه الفلوق غير نشطة عند نهاية وادي الخسف الشمالي، بينما لا تزال نشطة تكتونيًا وزلزاليًا إلى الجنوب. يقطع قاع الخسف سلسلة من أحواض الخسف الأصغر حجمًا ذات المدرجات اليمنى من العصر الرباعي إلى العصر الحديث. يبلغ عرض هذه الأحواض حوالي 20 كيلومترًا (12 ميلًا) وطولها 60 كيلومترًا (37 ميلًا). في الجزء الشمالي من الخسف، يُعتقد الآن أن الامتداد داخل الوادي يمتد بشكل أساسي على طول هذه الأجزاء المتفلقة والنشطة صهاريًا. تعتبر هذه الأجزاء مراكز انتشار متطورة لسلسلة حيد وسط المحيط.

## بحيرات وادي الخسف الإثيوبية

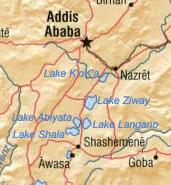
البحيرات المركزية

بحيرات وادي الخسف الإثيوبية هي الأكثر شمالاً بين بحيرات وادي الخسف الإفريقية. تشغل بحيرات وادي الخسق الإثيوبية قاع وادي الخسف بين المرتفعتين. لا يوجد لمعظم بحيرات وادي الخسف الإثيوبية منفذ، ومعظمها قلوي. على الرغم من أن بحيرات وادي الخسف الإثيوبية ذات أهمية كبيرة لاقتصاد إثيوبيا، فضلاً عن كونها ضرورية لبقاء السكان المحليين، إلا أنه لم يتم إجراء دراسات مكثفة وموسعة لهذه البحيرات.
أهمها هي:
- بحيرة أبايا (1,162 كـم2 (449 ميل2)، ارتفاعها 1,285 م (4,216 قدم))، أكبر بحيرة في وادي الخسف الإثيوبي
- بحيرة تشامو (551 كـم2 (213 ميل2)، ارتفاعها 1,235 م (4,052 قدم))
- بحيرة زواي (485 كـم2 (187 ميل2)، ارتفاعها 1,636 م (5,367 قدم))
- بحيرة شالا (329 كـم2 (127 ميل2)، ارتفاعها 1,558 م (5,112 قدم))، أعمق بحيرة في وادي الخسف الإثيوبي
- بحيرة كوكا (250 كـم2 (97 ميل2)، ارتفاعها1,590 م (5,220 قدم))
- بحيرة لانغانو (230 كـم2 (89 ميل2)، ارتفاعها1,585 م (5,200 قدم))
- بحيرة أبيجاتا (205 كـم2 (79 ميل2)، ارتفاعها 1,573 م (5,161 قدم))
- بحيرة أواسا (129 كـم2 (50 ميل2)، ارتفاعها 1,708 م (5,604 قدم))